# プエルト・プリンセサ
プエルト・プリンセサ（Puerto Princesa、フィリピン語： Lungsod ng Puerto Princesa）はフィリピン南西部、パラワン島の中部にある港湾都市。パラワン州の州都で一級市になっている。2007年の国勢調査では人口は210,508人で33,306世帯がある。市の面積は2,400平方km、バランガイ（集落、町）の数は66。

## 地理
市街地は島の東海岸、スールー海側に深く食い込んだホンダ湾（Honda Bay）の中にあり、天然の良港で要害の地となっている。島の北部にあるリゾート地・エルニドやカラミアン諸島への中継点であるほか、ホンダ湾周辺にもリゾートが点在している。またワニ養殖、地底河川（世界遺産・プエルト・プリンセサ地底河川国立公園）、街周囲のダイビングスポットが名高い。

## 歴史
スペイン植民地支配の時代、当初島全体を統括していたカラミアン州が三分割され、プエルト・プリンセサは島南部を管轄するアストゥリアス州（Asturia）の州都となった。しかしパラワン島の中心は、最初にスペインが支配しカラミアン州の州都でもあった島北部のタイタイ（Taytay）だった。20世紀に入りアメリカ合衆国の支配が始まると、パラワン島はパラワン州に再編され、プエルト・プリンセサが州都となった。

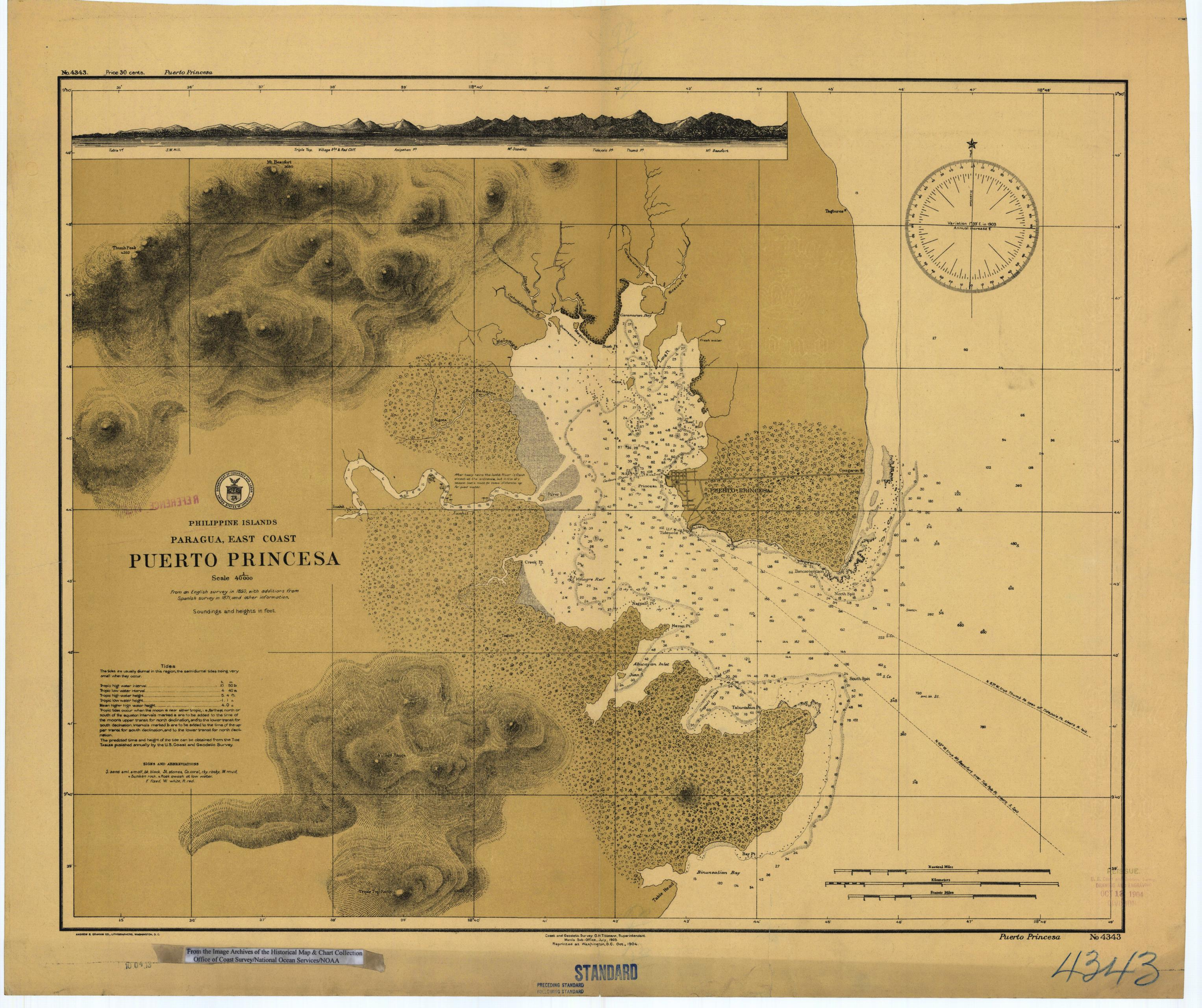
1904年に作製されたプエルト・プリンセサ港の海図

## 対外関係

### 姉妹都市･提携都市
国内
- ケソンシティ（マニラ首都圏）

国外
- 海口市（中華人民共和国 海南省）
- 新竹市（中華民国 台湾省）
- マウイ郡（アメリカ合衆国 ハワイ州）

## 交通

### 空港
- プエルト・プリンセサ国際空港